# Spädbarn

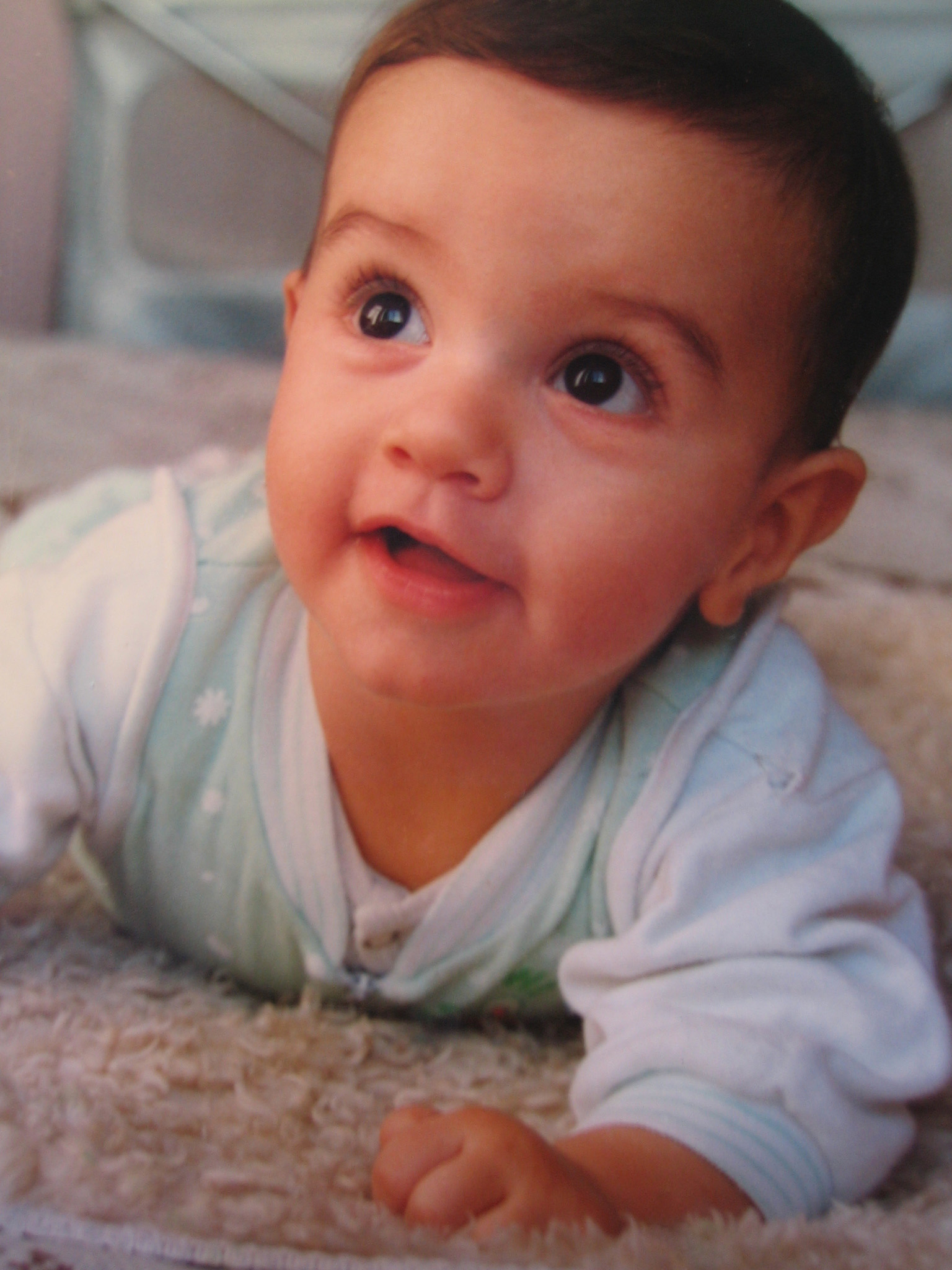
Ett spädbarn som är ett par månader gammalt.

Ett spädbarn, bebis eller bäbis (även baby förekommer, men avråds av SAOL) är en människa upp till ungefär ett års ålder. I medicinska sammanhang räknas ett spädbarn som nyfött under de 28 första dagarna (från födseln till maximalt fyra veckor efter födseln; yngre än en månad gammal). Termen "nyfödd" omfattar underburna barn (födda före 37 + 0 veckor), överburna barn (födda efter 42 + 0 veckor) och barn som är fullgångna (födda i vecka 37 + 0 till och med vecka 42 + 0).
Begreppet "spädbarn" används vanligen mellan åldrarna 1 månad och 12 månader, men definitionen varierar mellan födseln och ungefär 3 års ålder.

## Kroppsliga kännetecken hos nyfödda barn

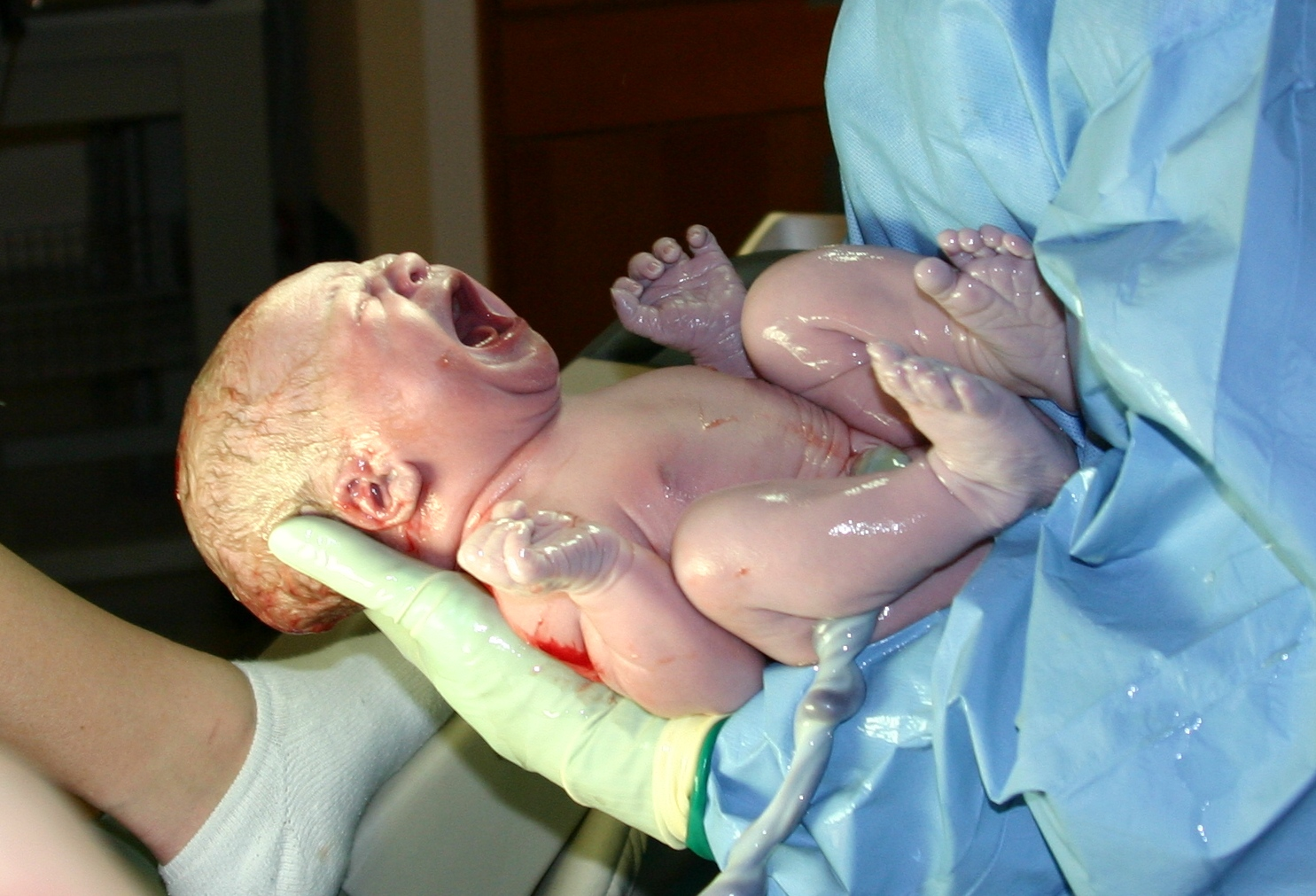
En nyfödd flicka sekunder efter födseln.

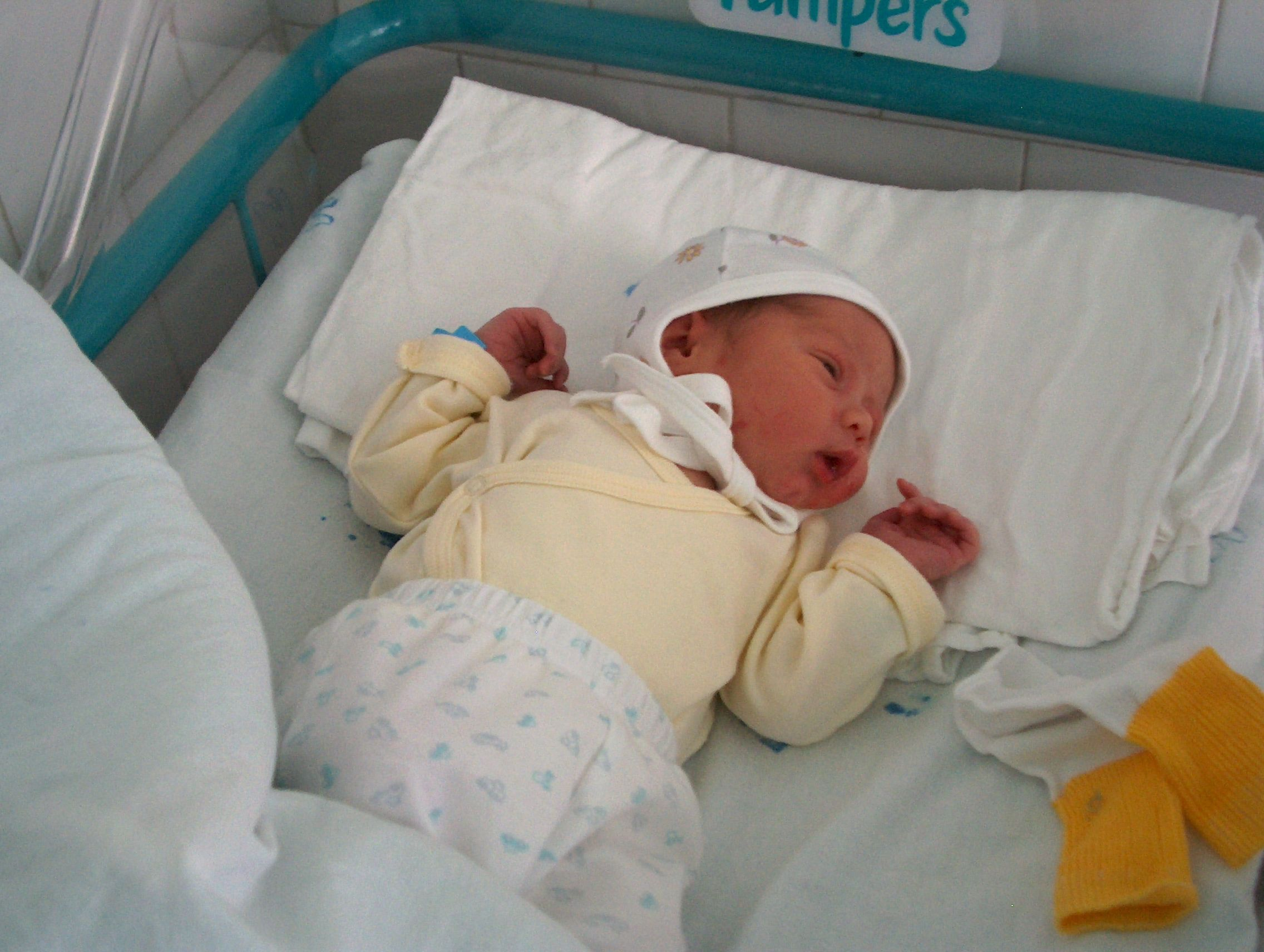
Ett nyfött barn med kläder.

Ett nyfött barns axlar och höfter är smala, och buken skjuter ut något. Händerna är knutna och benen är böjda i fosterställning. Benen och armarna är relativt korta. Vid födseln har spädbarnet inga knäskålar, utan har i stället brosk som liknar knäskålar. De riktiga knäskålarna är inte färdigutvecklade förrän barnet är ett halvt år gammalt.
I industriländer är en genomsnittlig födelsevikt hos ett fullgånget spädbarn cirka 3,2 kg, men är normalt i intervallet 2,7–4,6 kg. Om barnets mor är lång, kraftig eller har diabetes tenderar barnet att höra till de lite tyngre barnen. Om modern har högt blodtryck, kärl- eller njursjukdomar eller havandeskapsförgiftning kan barnet ha låg födelsevikt. Rökare löper ökad risk att föda barn som väger litet. Spädbarn som föds före vecka 40 blir i regel också lättare. Barn som föds för tidigt läggs in i en kuvös. 
I allmänhet väger flickor något mindre än pojkar. Barnet väger dubbelt så mycket efter 6 månader och trefaldigt efter 12 månader. Medelkroppslängden är 50,8 cm, men underburna barn kan vara mycket mindre.
Ett spädbarns kropp innehåller 300 ben, vilket är 94 fler än en vuxen har. När barnet växer, smälter benen samman.
Ett nyfött barns huvud är mycket stort i förhållande till resten av dess kropp, och kraniet är enormt jämfört med dess ansikte. Medan huvudet hos vuxna människor är ungefär 1/8 av den totala kroppslängden, är det 1/4 hos spädbarnet. Ett nyfött barns huvudomfång är genomsnittligt 35 cm. Vid födseln har många områden i det nyfödda barnets skalle ännu inte omvandlats till ben, och lämnar svaga punkter som kallas fontaneller. De två största är den diamantformade främre fontanellen, som finns på den övre sidan av huvudet, och den mindre triangulära bakre fontanellen, som ligger på baksidan av huvudet. När barnet är cirka två år gammalt kommer dessa ben att smälta samman i en naturlig process. Det är viktigt att man inte trycker på fontanellerna.
Under en vaginal förlossning ändrar spädbarnets skalle form för att komma igenom förlossningskanalen med hjälp av fontaneller, vilket ibland kan orsaka att barnet föds med ett vanskapt eller långsträckt huvud. Det kommer vanligtvis gå tillbaka av sig självt efter några dagar eller veckor. Läkare informerar ibland om särskilda övningar som kan vara till hjälp i processen.
Somliga nyfödda barn har en tunn, dunig kroppsbehåring som kallas lanugo. Den framträder särskilt på rygg, axlar, panna, öron och ansikte hos barn som föds före beräknad tid. Lanugo försvinner inom några få veckor. Barn kan födas med fullt huvudhår, medan andra, först och främst ljushyade barn, kan ha mycket tunt hår eller till och med vara skalliga. Ljushyade föräldrar kan få bebisar med tunt blont hår, även om föräldrarna inte själva är blonda. Hårfärgen som barnet föds med kan ändras under barnets uppväxt.
Spädbarnets hårbotten kan ha tillfälliga blåmärken eller vara svullet, särskilt hos hårlösa barn. Områdena kring ögonen kan vara svullna och därför kan barnet eventuellt inte öppna ögonen med detsamma. Det kan finnas små strimmor i ögonen om de tunna blodkärlen i ögonen har brustit. Strimmorna försvinner inom några veckor och är ofarliga. Det är vanligt att barnet har gulaktigt var eller en skorpa kring ögonlocken, som kan behövas tittas på av en läkare. Spädbarn kan inte se klart längre än 20–25 cm framför sig, vilket kan göra att de skelar. Skelningen försvinner normalt inom en månad. Om barnet är tre månader gammalt och fortfarande skelar bör man ta kontakt med en läkare.
Det nyfödda barnets matsmältningsområden, som inte används före födseln, är fyllda med ett grönsvart klibbigt ämne känt som mekonium, tarmbeck eller barnbeck. Detta är barnets första avföring. Det har som uppgift att ersätta fekala (avförings-) ämnen, och låter tarmarna utvecklas till en punkt där de kan bearbeta mjölk omedelbart vid födseln. Mekoniumet har passerat efter de första dagarna. Nyfödda barn urinerar nästan utan uppehåll, på grund av dess outvecklade blåsmuskulatur. Det är vanligt att spädbarn urinerar 20 gånger om dygnet.
Direkt efter födseln är det nyfödda barnets hud vanligtvis gråaktig till dunkelt blå. Så snart spädbarnet börjar andas, i de flesta fall inom en minut eller två, når hudens färg normal ton. Huden är oftast ljus vid födseln, även hos barn till mörkhyade föräldrar, men blir mörkare när kroppen börjar producera melanin, det mörka pigmentet i huden. Barnets permanenta hudfärg syns först efter sex månader.
Nyfödda barn är blöta, täckta av blodränder, och överdragna med ett vitt ämne som kallas fostertalg, som enligt teorier fungerar som en antibakteriell barriär. Fostertalgen torkas genast av efter förlossningen, men på vissa förlossningsavdelningar förekommer det att fostertalgen sitter kvar för att skydda barnet mot hudirritationer. Vanliga hudirritationer hos spädbarn är milier, värmeutslag och nässelutslag. Spädbarnet kan också ha mongolfläckar, storkbett, eldsmärken, smultronmärken, spindelnevus, pigmenterade födelsemärken eller fjällande hud, särskilt på händer, handleder, vrister och fötter. Ungefär 80 procent av alla barn föds med födelsemärken eller andra avvikelser. Födelsemärkena är ofarliga och gör inte ont, och de flesta bleknar och syns inte till efter treårsåldern, men somliga kan stanna kvar och bli större. Födelsemärken kan förekomma var som helst på kroppen, men visar sig ofta på ögonlocken, pannan och halsen.
Ett nyfött barns könsorgan är förstorat och rodnande, och pojkar kan ha en ovanligt stor pung. Brösten kan också vara förstorade, även hos pojkar. Detta orsakas av naturligt förekommande modershormoner som överförs till barnet i livmodern, och är ett övergående tillstånd. Mjölk kan komma från både kvinnliga och manliga spädbarns bröstvårtor (kallas ibland för häxmjölk). Det kan också komma ett blod- eller mjölkliknande ämne från slidan hos flickspädbarn. I båda fallen anses detta normalt och försvinner med tiden.
Navelsträngen hos ett nyfött barn är blåvit medan blod fortfarande pulserar genom den. När blodgenomströmningen upphört och blodet är i barnets kropp är navelsträngen helt vit och slapp. Den kläms åt på två ställen och klipps av med en sax, vanligtvis efter födseln, och kvar blir en 2,5 – 5 cm lång stump. Stumpen kommer att torka ut, skrumpna, mörkna och ramla av spontant inom tre veckor. Navelbråck kan drabba en del barn, och syns tydligt när barnet skriker, då bukinnehållet putar ut en aning. Navelbråcket försvinner inom ett år.
Underburna spädbarn, eller prematurbarn, är de som föds före vecka 37. Prematurbarnen är inte redo för ett liv utanför livmodern och är i behov av särskild vård i några dagar eller veckor. Deras muskeltonus är mycket svag och därför rör de sig inte mycket. Ögonen kan vara hårt slutna, och huden kan vara röd och skrynklig.

## Inre fysiologiska förändringar vid födseln

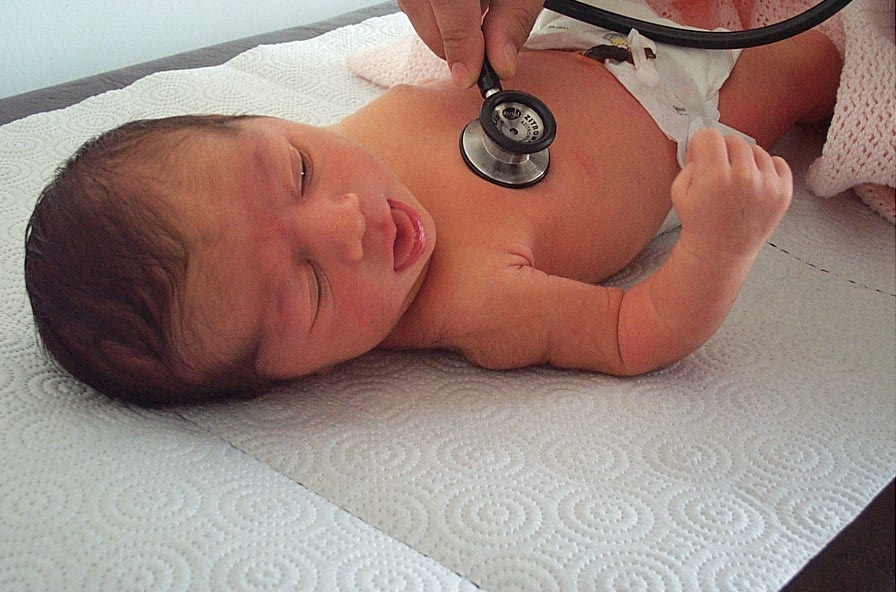
Hälsokontroll av en nyfödd.

Med sitt inträde i luftandningsvärlden, utan näring och syresättning från navelsträngen, måste det nyfödda barnet börja att anpassa sig till ett liv utanför livmodern. Nyfödda barn kan känna alla olika slags beröringar, men svarar mest på mjuka klappar, kramar och smek.
Varsam vaggning fram och tillbaka lugnar vanligen ett gråtande spädbarn, liksom massage och varma bad. Spädbarn kan trösta sig med att suga på tummen eller napp. Behovet är instinktivt.
Nyfödda barn kan med synen fokusera på föremål som är maximalt 45 cm långt borta. Det är tillräckligt för att titta i moderns ögon eller bröstvårtegården vid amning. Djupseendet framställs inte förrän barnet kan gå. Spädbarns hörsel är lika bra som de flesta människors. Generellt gråter spädbarn när de vill dia. När spädbarnet inte sover, diar eller gråter, kan det tillbringa mycket tid med att fixera blicken på spontana föremål. Allt som är blankt, har skarpa kontrasterande färger eller har komplexa mönster fångar vanligtvis ett spädbarns ögon. Däremot föredrar de flesta spädbarn att titta på andra människors ansikten mer än något annat.
Medan barnet fortfarande är i moderns livmoder, kan det höra många invärtes ljud, såsom moderns hjärtslag, liksom många yttre ljud inklusive mänskliga röster, musik och de flesta andra ljud. Därför kan spädbarnet höra ljud från före födseln, även om ett nyfött barns öra kan ha en del katarr och vätska i sig. Spädbarn reagerar vanligen mer på kvinnliga röster än manliga. Detta kan förklara varför människor omedvetet höjer röstens tonhöjd när de pratar med spädbarn (denna röstförändring kallas barnspråk eller bebisspråk). Ljudet av andra människoröster kan ha en lugnande och tröstande effekt på spädbarn. Omvänt får höga och plötsliga ljud ett spädbarn att rycka till och skrämmas.
Spädbarn kan reagera på olika smaker, bland annat sött, surt, beskt och salt. De flesta föredrar sötma. Ett mätt barn vänder bort huvudet.

## Skötsel

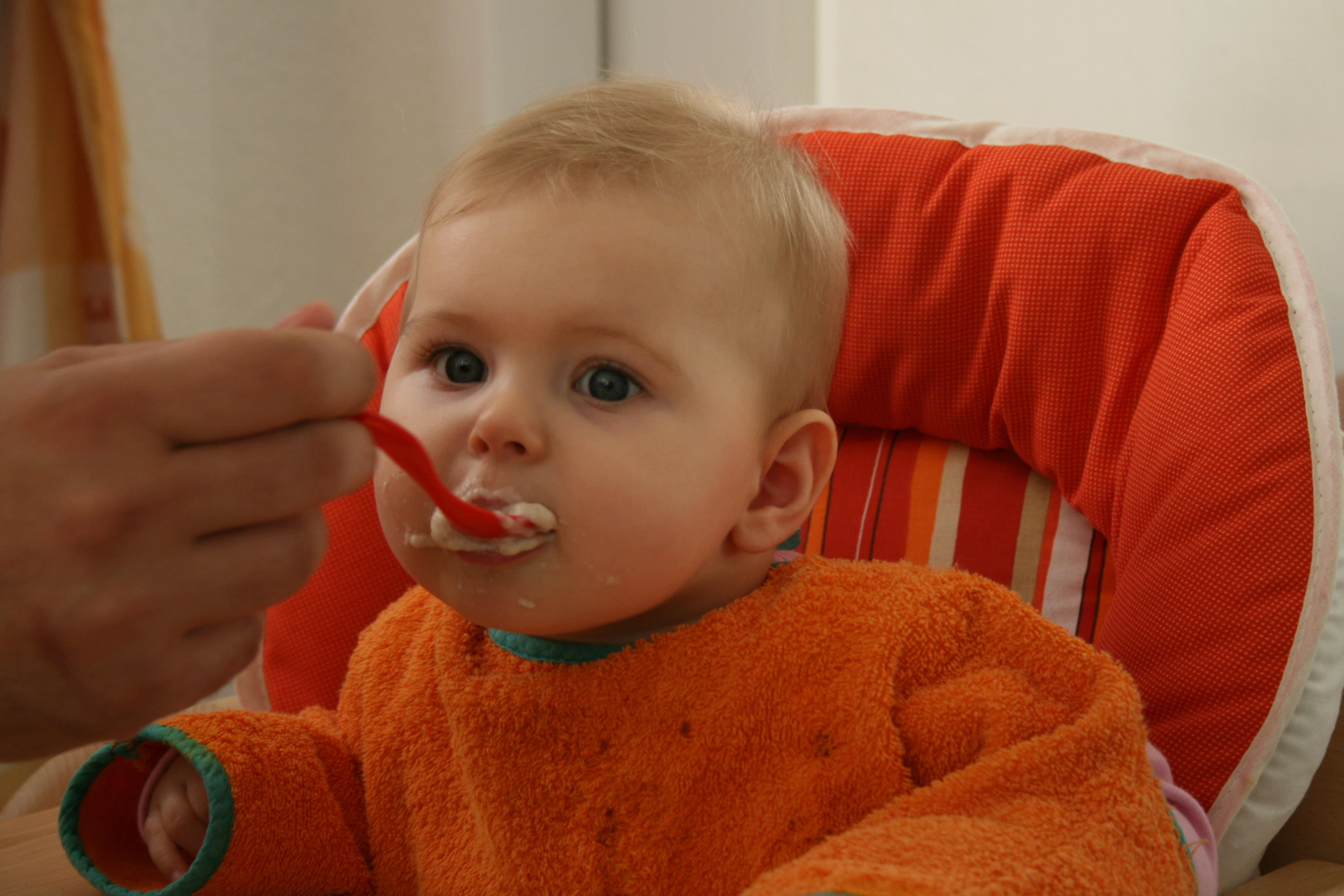
Spädbarn som matas.

Alla spädbarn gråter ibland. Det är en form av grundläggande instinktiv kommunikation. Nyfödda barn gråter mellan en och tre timmar om dagen, även om de är friska. Ett gråtande barn kan försöka uttrycka olika känslor som hunger, obehag, kyla, trötthet, överstimulering, tristess, vilja att ha något eller ensamhet. Det händer också att barn gråter utan påfallande orsaker. Man ska inte låta ett barn ligga och skrika. Enligt forskning blir barnet då ännu skrikigare.
Spädbarn sover i genomsnitt 60 procent av tiden, och de flesta somnar direkt efter att de har blivit matade. I början kan det bli många sömnlösa nätter för barnets föräldrar. Hur mycket barnet behöver sova är väldigt individuellt och beror på kroppsvikten och behovet av mat. Barn behöver mer sömn än vuxna; upp till 18 timmar för nyfödda barn, och sedan minskar man sömnen under tiden barnet växer.
Amning är vad alla större hälsoorganisationer rekommenderar. Om amning inte är möjligt eller önskat, görs flaskmatning med uttömd bröstmjölk eller modersmjölksersättning. Barn föds med ett reflexivt sugande som ger dem möjlighet att framställa mjölk från bröstvårtorna eller nappflaskan, samt ett instinktivt beteende med vilka de söker upp bröstvårtan.
Under tiden som spädbarnen växer, tillsätter man kosttillskott. Många föräldrar väljer kommersiell, färdig barnmat som komplement till bröstmjölken eller modermjölksersättningen, medan andra anpassar sina vanliga måltider efter kostbehoven som barnet har. Komjölk kan ges när barnet är 1 år, men mjölk med lägre fetthalt bör inte ges till barnet förrän det är 2–3 år. Spädbarn i industriländer har blöjor på sig tills de är pott- eller toalettränade.
Fram till dess att barnet kan gå, bärs det, hålls det i bärsele eller bärsjal eller transporteras i en barnvagn. Eftersom ett barn vanligtvis är mindre, har andra proportioner än en vuxen och lättare skadar sig, finns det av säkerhetsskäl ofta särskilda lagar och rekommendationer kring barn som färdas i motorfordon. De flesta industrialiserade länder har lagar som kräver bilbarnstolar i motorfordon. Enligt lagen i Sverige (läst 2020) får barn som är yngre än tre år inte färdas i en personbil eller lastbil utan särskild skyddsanordning i form av babyskydd eller bilbarnstol, annat än vid korta och tillfälliga resor i taxi. Vid färd i taxi får barnet inte åka i framsätet. Skyddsanordningen ska dessutom vara typgodkänd, lämplig för barnet samt monterad och användas som den är avsedd. Ett barn som sitter bakåtvänt i en skyddsanordning får inte sitta på en plats med passagerarkrockkudde, såvida inte krockkudden är satt ur funktion. Dessutom är det lag på att alla bilresenärer ska använda säkerhetsbälte. För barn under tre år finns inga riktlinjer för bussresor. Vissa bussar har en monterad bakåtvänd bilbarnstol, men det är inte standard eller lagstadgat. Vid flygresor rekommenderas att barnet antingen sitter i en vuxens knä eller i en bakåtvänd bilbarnstol på ett eget säte.

## Ett spädbarns basutrustning
Vilken basutrustning som anses behövas varierar. Vissa föräldrar använder varken blöjor, barnvagnar eller spjälsängar, medan andra behöver stora mängder utrustning som bas. Nedan listas några exempel på sådant som kan användas:

### Sömn
- Babylift, korg, vagga, babynest eller spjälsäng
- Underlakan av bomull
- Påslakan av bomull
- Underlägg av plastad frotté

### Mat
- Amningskudde
- Nappflaska
- Ersättning
- Amningsnapp
- Bröstpump
- Amnings-bh

### Transport
- Bil med babyskydd/bilbarnstol
- Pulka eller cykelkärra
- Bärsjal, bärsele, meh dai, liggvagn, kombivagn, sulky eller sittvagn, mjuklift

### Bad
- Badbalja
- Stort, mjukt frottébadlakan
- Babyolja
- Trubbig sax

### Annan basutrustning
- Elektronisk barnvakt
- Blöjor eller tygblöjor
- Napp
- Babysitter
- Skötbord
- Babygym